# Badia de Sagami
La Badia de Sagami (相模湾, Sagami-wan, també coneguda com Golf de Sagami o Mar de Sagami) es troba al su de la Prefectura de Kanagawa a Honshu, Japó. Es troba a uns 40 km al sud-oest de Tokyo. Entre les ciutats que inclou hi ha Odawara, Chigasaki, Fujisawa, Hiratsuka, Itō, i Kamakura.

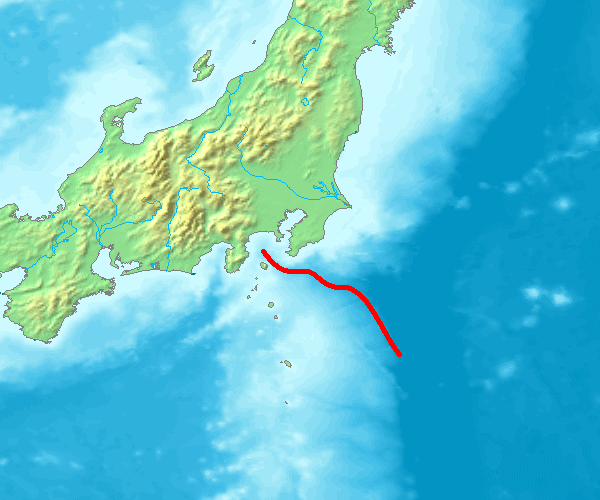
Badia de Sagami amb indicació en vermell de la fossa del Japó

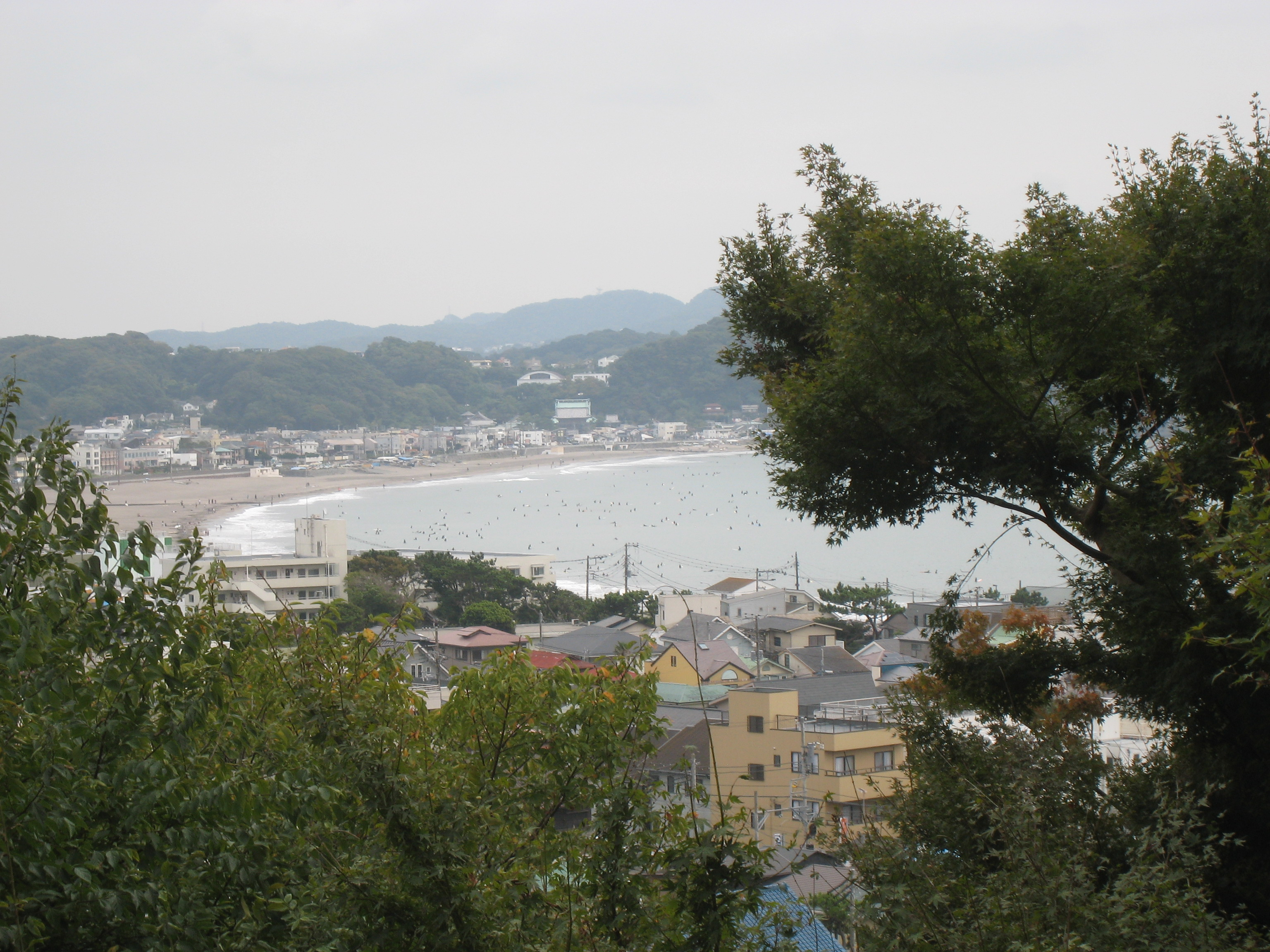
Vista de la badia de Sagami des de Hase-dera (Kamakura)

Una branca del Corrent de Kuroshio escalfa aquesta badia i proporciona a les terres que l'envolten un clima suau. La màxima fondària de la badia és de 1.500 metres. Els organismes marins presenten una alta biodiversitat.